# ألبرتو إيريا
ألبرتو إيريا (ولد في العام 1909 في أولهاو بالغرب في البرتغال وتوفي في العام 1992 في باكو دي أركوس بالقرب من لشبونة في البرتغال) كان مؤرخًا برتغاليًا.
بعد المدرسة في فارو، درس التاريخ والفلسفة والأدب وعلوم المكتبات في جامعة لشبونة وجامعة قلمرية وأنهى عام 1936 بأطروحة عن تاريخ الغزو الفرنسي من قبل الجنرال أنوش جونوت في الغرب في 1808. بعد ذلك عمل في أرشيف وزارة المالية والمكتبة الوطنية.
ومن عام 1946 حتى عام 1975، ترأس «المحفوظات الاستعمارية» (المحفوظات التاريخية لما وراء البحار)، إلى جانب وزارة المالية، ونظم بعض المعارض والمهرجانات السنوية. وأخيرًا صار عضوا في أكاديمية لشبونة للعلوم وفي عام 1984 صار أيضًا نائب رئيس الأكاديمية الوطنية للتاريخ.
كان إيريا «قائد» وسام الصليب الجنوبي ومتخصصًا في تاريخ منطقته في الغرب.